# 小鹽江站
小鹽江站（日语：／ Oshioe eki */?）是位於福島縣須賀川市鹽田字小玉4號，東日本旅客鐵道（JR東日本）的水郡線車站。

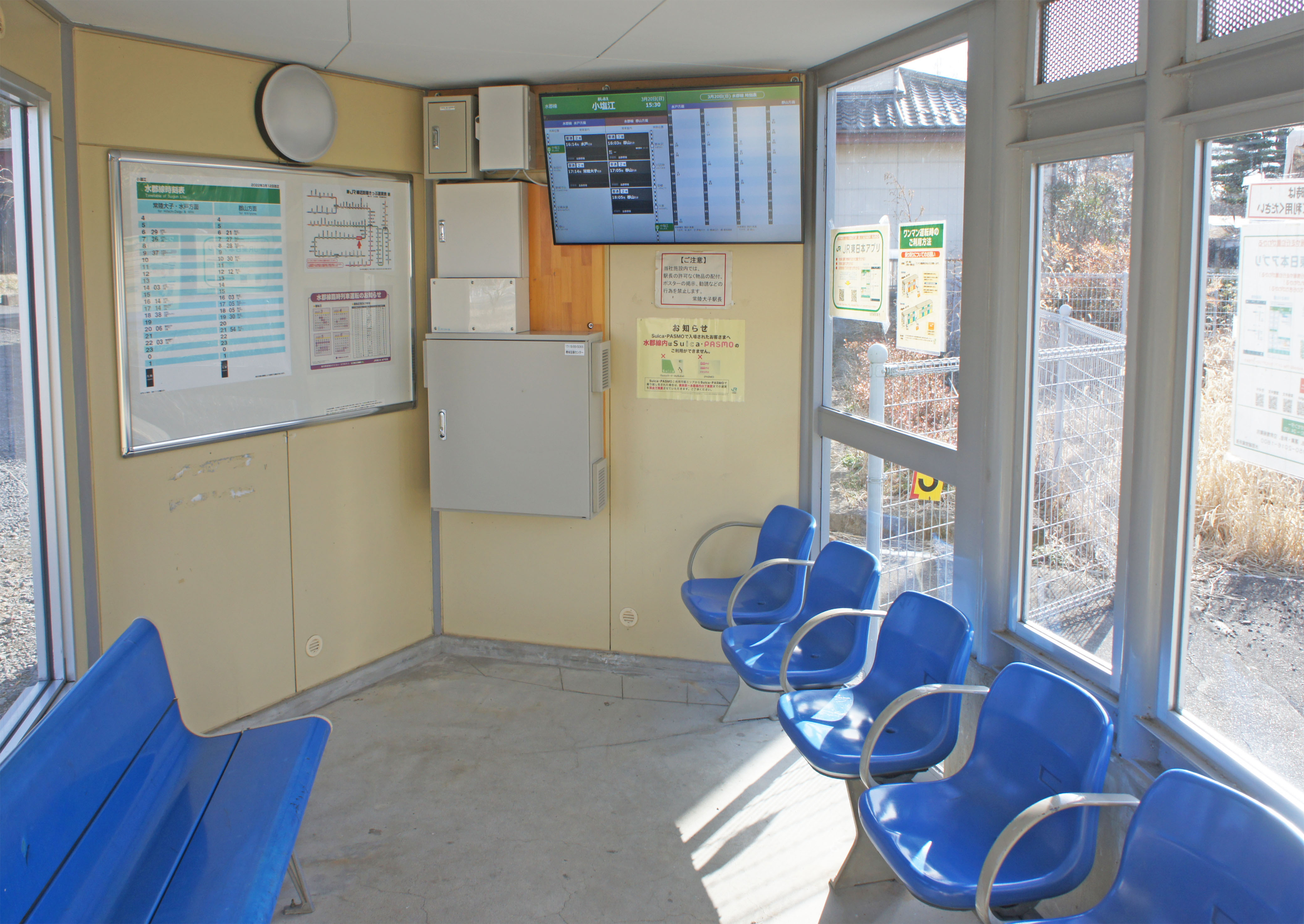
候車室内(2022年3月)

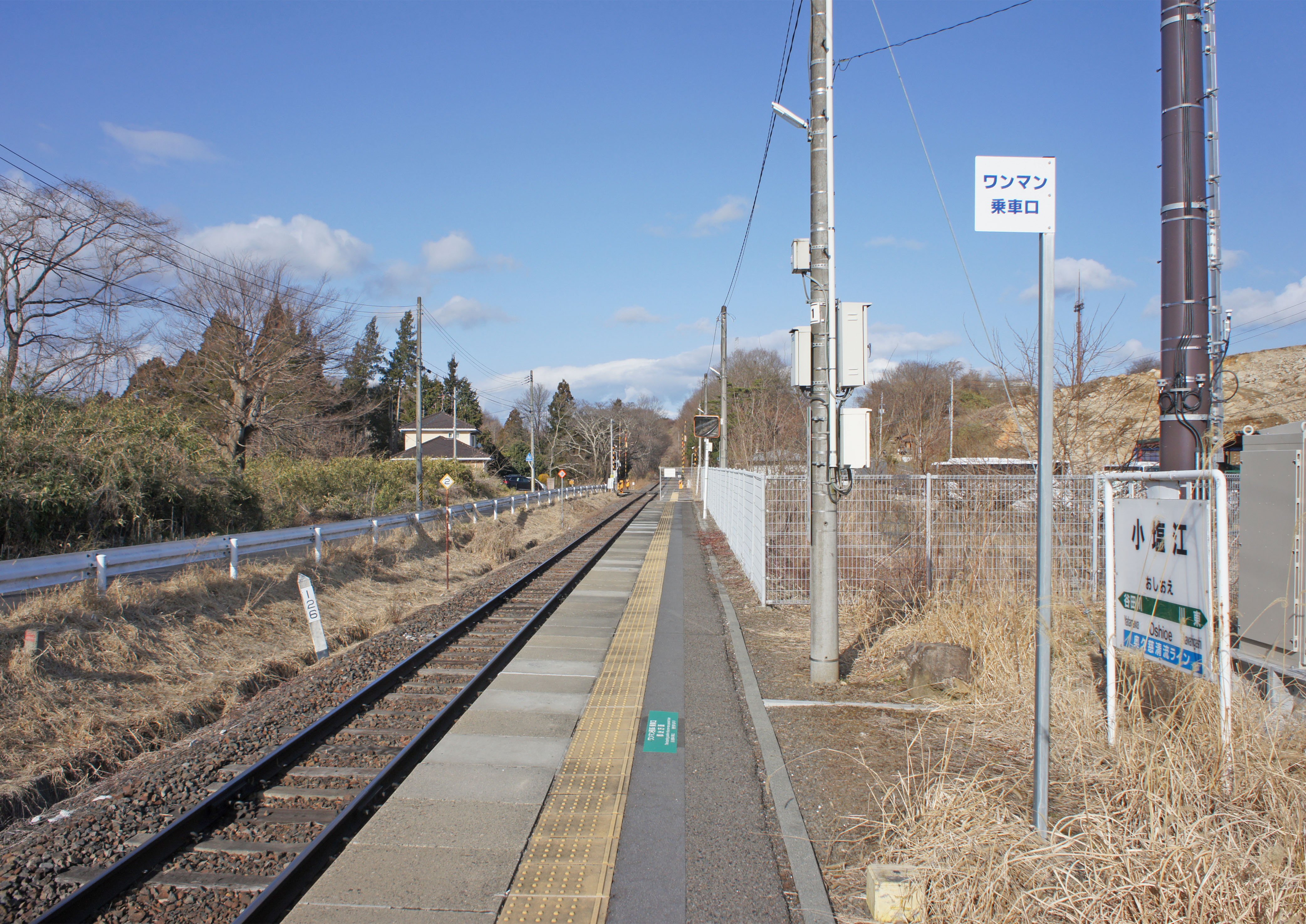
月台(2022年3月)

## 歷史
- 1952年（昭和27年）5月1日：車站啟用[1]。
- 1970年（昭和45年）10月1日：成為無人車站。繼續委托個人商店售賣車票（簡易委託）。
- 1987年（昭和62年）4月1日：伴隨國鐵分割民營化，車站由東日本旅客鐵道（JR東日本）營運[2]。
- 1995年（平成7年）：終止簡易委託（站前商店）。

## 車站構造
本站是地面車站，設有1面1線的單式月台。此站是由常陸大子站管理的無人車站。

## 使用狀況
在2004年度的1日平起乘車人次為38人。
| 乘車人員變化 | 乘車人員變化 |
| 年度         | 1日平均人次  |
| ------------ | ------------ |
| 2000         | 30           |
| 2001         | 33           |
| 2002         | 33           |
| 2003         | 33           |
| 2004         | 38           |

## 車站周邊
- 小鹽江公民館
- 須賀川市立小鹽江中學（日语：須賀川市立小塩江中学校）
- 須賀川市立小鹽江小學
- 福島縣道141號玉川田村線（日语：福島県道141号玉川田村線）
- 森之朋友（麵包、雪糕店）

## 相鄰車站
東日本旅客鐵道（JR東日本）
■水郡線
川東－小鹽江－谷田川

## 注腳
1. ↑  「日本国有鉄道公示第148号」『官報』1952年4月30日（國立國會圖書館數碼化收藏）
2. ↑  『交通年鑑 昭和63年版』 交通協力會，1988年3月。
3. ↑  第120回福島県統計年鑑 （页面存档备份，存于）（日語）

## 外部連結
- 車站資訊（小鹽江）：東日本旅客鐵道（日語）